# Ту (Амурская область)
Ту — упразднённая станция (населённый пункт) в Шимановском районе Амурской области, Россия. Входила в Мухинский сельсовет. Исключена из учётных данных в 2025 году.

## География
Станция Ту расположена в 81 км к северо-западу от города Шимановск, на Транссибе. Автомобильная дорога идёт через станции Петруши, Берея, административный центр Мухинского сельсовета село Мухино и станцию Переселенец.
В окрестностях станции Ту находится исток реки Ту (правый приток Зеи).

## История и топонимика
Ж.д.станция была основана в 1911 году при строительстве Средне-Амурской ж.д. Название эвенкийского происхождения от слова «ту» — «след»; «ступать, оставляя след; наступать на что-либо, опускать (ногу, копыто)»; «делать оттиск (след) на чём-либо»; «спадать (об опухоли)»; «топать». Видимо, эвенки, совершая свои кочевки, обнаружили у данной реки следы какого-то лесного зверя, либо человека.

## Население
| 2002 | 2010 | 2012 | 2013 | 2014 | 2015 | 2016 |
| ---- | ---- | ---- | ---- | ---- | ---- | ---- |
| 3    | ↘0   | →0   | →0   | →0   | →0   | →0   |
| 2017 | 2018 |      |      |      |      |      |
| →0   | →0   |      |      |      |      |      |

## Инфраструктура
- Станция Ту Забайкальской железной дороги.